# ルース・ペリー
ルース・サンド・ファーンブレー・ペリー（Ruth Sando Fahnbulleh Perry、1939年7月16日 - 2017年1月8日） は、リベリアの政治家、教育者、実業家。暫定元首格である国家評議会議長や、上院議員などを歴任した。

## 人物
1939年、リベリアのグランドケープマウント郡の農村地帯でマージョンとアルハジ・ファーンブレーの間に生まれた。彼女の家族はヴァイ族のムスリム教徒であった。サンデー協会で青少年のための伝統的な学校を介して、ヴァイ族のイスラム教遺産について学ぶ。その後、モンロビアのカトリック系の女子学校に通い、国立リベリア大学のティーチャーズ・カレッジで学び、その後はグランドケープマウント郡の小学校の教師として勤務した。
その後、巡回裁判所裁判官及び議員だったマクドナルド・ペリーと結婚し、7人の子供をもうけた。1971年に子供が成人し、リベリアの他に地域に移住したり、アメリカなどへ移住したりして親元から離れた後、チェイス・マンハッタン銀行のリベリア支店の役員として14年間勤務。しかし1985年のサミュエル・ドウ政権時にリベリア支店が閉鎖に追い込まれ、仕事を失ってしまう。同年10月の総選挙では野党の統一党（UP）より立候補し、グランドケープマウント郡選出の上院議員に当選し1986年から1990年まで務めた。この選挙ではドウの投票操作に抗議する野党議員が反発したが、当選したペリーは自分の選挙結果については受け入れている。
1989年にリベリア内戦が勃発。1990年に上院議員を退任後、ウーマン・イニシアティブ・リベリアにて、女性行動親善で女性のために働き、アソシェーション・ソーシャル・サービスで積極的に小売事業を開始した。ウィルトン・G・S・サンカウロが暫定元首格にあたる国家評議会議長を退き、1996年9月3日、後任にペリーが就任。1997年8月2日にチャールズ・テーラーが正式な大統領に就任するまで、ペリーは暫定だが国家元首となった。リベリアの女性国家元首はエレン・ジョンソン・サーリーフが有名であるが、暫定とはいえ、リベリア初の女性国家元首はペリーである。
元小学校教師でもあり、女性団体に加わっていた事などから、彼女は子供の教育や女性問題に力を入れていた。